# Joop Oudenaller
Johannes Wilhelmus (Joop) Oudenaller (Hilversum, 26 juni 1876 – Haarlem, 12 februari 1945) was een Nederlands typograaf en verzetsstrijder.
Tijdens de Tweede Wereldoorlog was Joop Oudenaller actief in het verzet en de illegale pers. Hij was betrokken bij De Vrije Gooi- en Eemlander samen met A.W.P. Angenent, Gabriël Smit, J. F. Haccoû en J. van den Brakel. Op 8 februari 1945 werden de heren Van den Brakel en Oudenaller gearresteerd bij een overval op de drukkerij waar De Vrije Gooi- en Eemlander gedrukt werd.
Joop Oudenaller werd op 12 februari 1945 gefusilleerd, samen met zeven andere verzetsstrijders, bij de Jan Gijzenbrug in Haarlem als represaille voor een schietpartij tussen Duitsers en verzetsstrijders op 10 februari van dat jaar. Joop Oudenaller werd 68 jaar.
Hij werd begraven op de Eerebegraafplaats Bloemendaal te Overveen. In 1955 werd in Hilversum een straat naar Oudenaller genoemd.